# Extrema (gruppo musicale)
Gli Extrema sono un gruppo musicale thrash metal italiano, formatosi a Trezzo sull'Adda nel 1985.

## Storia del gruppo

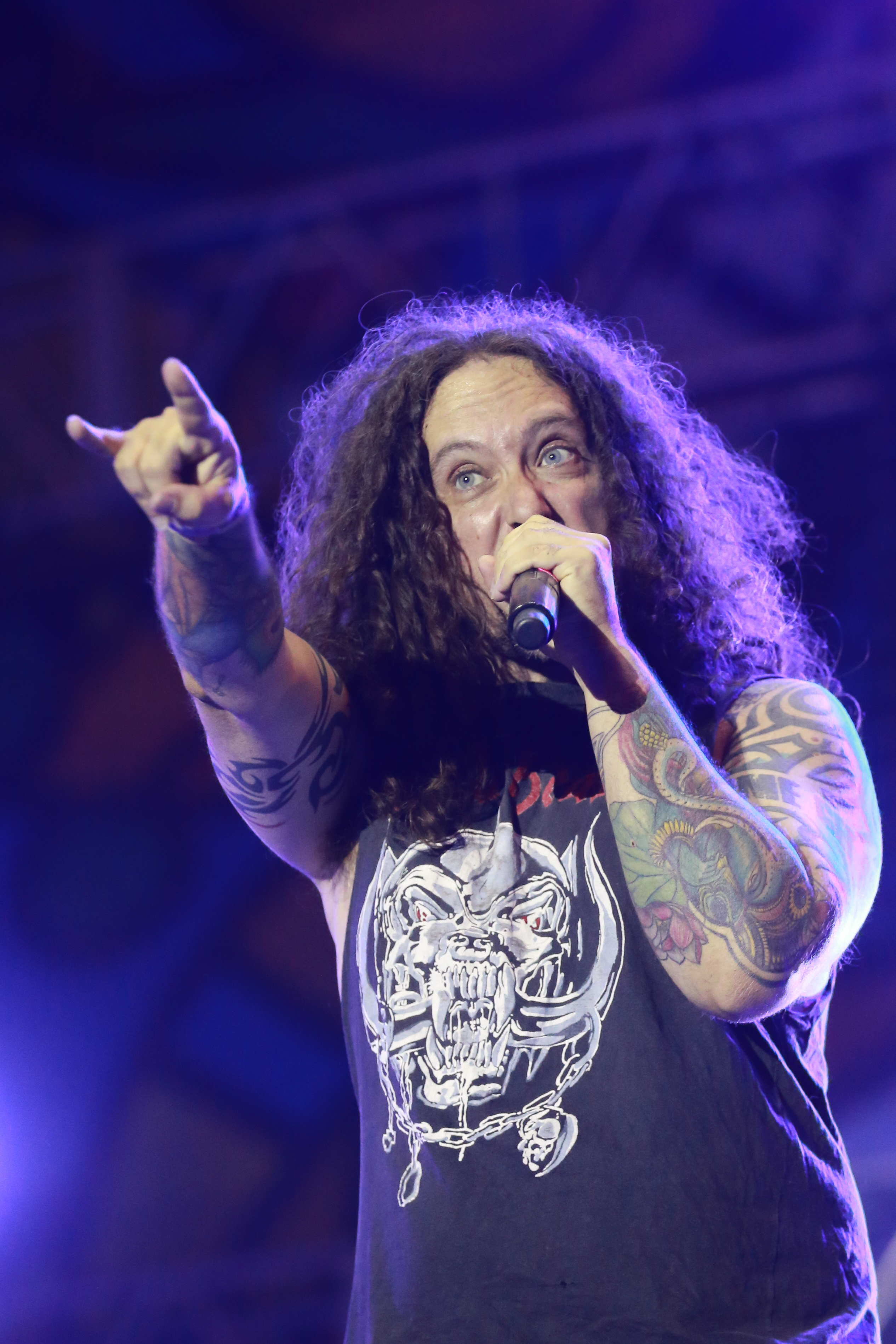
Tiziano "Titian" Spigno (2018)

Nati dall'iniziativa del chitarrista Tommy Massara esordirono con l'EP We Fuckin' Care nel 1987, dallo stile aggressivo e contenente solo quattro canzoni impregnato di influenze dai gruppi thrash più classici. Una settimana prima dell'uscita suonarono come apertura all'unica data italiana degli Slayer del tour di Reign in Blood, è il 7 maggio 1987.
Il primo album, invece, uscì sei anni dopo: Tension at the Seams (Contempo Records). Considerato come uno degli album fondamentali del metal italiano, il disco viene apprezzato della stampa internazionale per la qualità della scrittura e della produzione con un cantato diverso da quello degli album successivi (GL preferisce usare in questo album una voce pulita e molto più limpida) e una sezione ritmica che riprende anche dal funky. Tra i pezzi più rappresentativi sono da citare Join Hands, Child o' Boogaow, Displaced e Modern Times.
Grazie a questo successo arrivarono ad aprire molti concerti per gruppi del calibro di Metallica e Vasco Rossi, arrivando nell'arco di una settimana a suonare davanti a più di 130.000 persone, cosa che nessuna band metal italiana del tempo era riuscita a fare. Da questi eventi venne ricavato un EP Live intitolato Proud Powerful and Alive edito a settembre del 1994, contenente una cover di Too Drunk Too Fuck dei Dead Kennedys.
Il secondo album, The Positive Pressure (of Injustice), vede la luce nel 1995; la band punta maggiormente a semplificare il sound dei primi lavori optando per un suono più massiccio e compatto che può ricordare a tratti quello dei Pantera, ottenendo un buon successo ma dividendo i pareri dei fan. Per la canzone Money Talks verrà girato un video, diretto da Alex Orlowski.
Gli anni successivi sono caratterizzati da alti e bassi.
Nel 1996 composero con gli Articolo 31 la versione rap metal del singolo Mollami, e fu polemica soprattutto da parte dei "metallari" più conservatori (è il periodo del nu metal). L'esperimento si ripeté nel 1999 con Vai bello, brano che stavolta comprende la partecipazione dell'intera crew della Spaghetti Funk. L'Associazione Calcio Milan, in onore del suo centenario, chiese alla band di comporre un inno metal dedicato alla squadra il titolo della canzone: Dai tempi del Paron.
Le influenze rap metal si ripercuotono anche nel terzo album del gruppo milanese Better Mad Than Dead, che vede la luce soltanto nel 2001. Come immaginabile, in questo disco si accentua lo stile hardcore e crossover molto in voga nel periodo statunitense.
Nel 2003 la band fece uscire una raccolta di Remix, B-side e i pezzi sopra citati con il titolo di And the Best Has Yet to Come uscito per About Rock Records/Sony Music.
Il gruppo suona nei principali eventi metal nazionali (Heineken Music Festival, Flippaut, Gods of Metal).
Dopo l'ultima esperienza contrattuale con un major, la band decide di aprire la propria etichetta discografica e di prodursi tutti i dischi in prima persona sotto il nome di Extremateam; la prima release, Set the World on Fire, in contemporanea all'ingresso del nuovo batterista Paolo Crimi, esce nel 2005 con distribuzione V2/Universal. L'album, molto apprezzato dalla critica, riscopre il sound delle prime pubblicazioni.
Il 4 febbraio 2006 il gruppo tiene un concerto al Rolling Stone di Milano, che viene pubblicato nel 2007 col nome di Raisin' Hell with Friends, disponibile anche in DVD (a titolo Murder Tunes & Broken Bones). La band nel frattempo ha firmato un contratto di licenza e distribuzione con la Scarlet Records.
All'inizio del 2007 la band e lo storico cantante Gianluca Perotti si sono allontanati per poi riavvicinarsi.
Il 22 maggio 2009 è uscito il quinto album intitolato Pound for Pound, che ha visto anche la partecipazione di Page Hamilton degli Helmet ed è anche l'ultimo album con Mattia Bigi al basso.
Il 15-16-17 luglio 2009 sono stati band di supporto per i Motörhead di Lemmy Kilmister nel tour che ha toccato Roma, Firenze e Padova.
Nel 2013 è uscito il sesto album intitolato The Seed of Foolishness.
Nel 2016 pubblicano The Old School EP, tramite la Punishment 18 Records.
Il 6 maggio 2017 il gruppo, dopo un periodo di riflessione e in base agli eventi sviluppatisi, ha deciso di esonerare in maniera definitiva Gianluca Perotti, con un comunicato ufficiale pubblicato su Facebook e sul sito. Per le date estive viene sostituito da Axel Capurro degli Anewrage.
Il 6 luglio 2017 con un post sulla pagina Facebook ufficiale gli Extrema hanno annunciato l'ingresso nella formazione del cantante Tiziano Spigno.

## Formazione

### Formazione attuale
- Tommy Massara - chitarra
- Gabri Giovanna - basso
- Francesco "FRULLO" La Rosa - batteria
- Tiziano "Titian" Spigno - voce
- Marco Cassone - chitarra

### Ex componenti
- Mattia Bigi - basso
- Stefano Bullegas - batteria
- Cristiano Dalla Pellegrina (Chris) - batteria
- Paolo Crimi - batteria
- Luca Varisco - basso, voce
- Daniele Vecchi - voce
- Andrea Boria - voce, chitarra
- Walter Andreatta - chitarra
- Julius Loglio - chitarra
- Ermes Pecorari - voce
- GL Perotti - voce
- Rossano Palù - chitarra

## Discografia

### Album in studio
- 1993 - Tension at the Seams
- 1995 - The Positive Pressure (of Injustice)
- 2001 - Better Mad Than Dead
- 2005 - Set the World on Fire
- 2009 - Pound for Pound
- 2013 - The Seed of Foolishness
- 2019 - Headbanging Forever

### EP
- 1987 - We Fuckin' Care
- 1993 - Proud, Powerful 'n' Alive
- 2016 - The Old School EP

### Live
- 2007 - Raisin' Hell with Friends - Live at the Rolling Stone

### Raccolte
- 2003 - And the Best Has Yet to Come

### Singoli
- 1994 - Mollami (Con gli Articolo 31)
- 1999 - Vai Bello 666 (Con gli Articolo 31)
- 2001 - All Around
- 2005 - Nature
- 2012 - Dai Tempi del Paron

### Demo
- 1988 - Promo Tape
- 1989 - Rehearsal 24.02.89
- 1991 - Demo '91

### DVD
- 2007 - Murder Tunes & Broken Bones - Live at the Rolling Stone